# Dvärgfjällskivling
Dvärgfjällskivling (Lepiota echinella) är en svampart. Dvärgfjällskivling ingår i släktet Lepiota och familjen Agaricaceae.  Arten är reproducerande i Sverige.

## Underarter
Arten delas in i följande underarter:
- echinella
- rhodorhiza